# Цикл Гамфрі

Анімація роботи клапанного пульсуючого повітряно-реактивного двигуна

p-V діаграма циклу Гамфрі

Цикл Га́мфрі (англ. Humphrey cycle) — прямий газовий ізохорний цикл повного розширення, що описує робочий процес клапанного пульсуючого повітряно-реактивного двигуна. Цей цикл було реалізовано у пульсуючому повітряно-реактивному двигуні німецької крилатої ракети Фау-1.
Ідеальний цикл Гамфрі складається з таких термодинамічних процесів:
- 1—2 адіабатичне (ізоентропійне) стиснення робочого тіла за рахунок напору зустрічного потоку повітря (при відкритому клапані);
- 2—3 ізохоричне нагрівання при згорянні пального у замкнутому об'ємі (при закритому клапані);
- 3—4 адіабатичне розширення;
- 4—1 ізобаричне (за сталого тиску) охолодження.

Термічний коефіцієнт корисної дії циклу записується рівнянням:
{\displaystyle \eta =1-{\frac {k}{\pi ^{\frac {k-1}{k}}}}{\frac {(\lambda ^{1/k}-1)}{(\lambda -1)}}},
де: {\displaystyle \,k} — показник адіабати, {\displaystyle \,\pi =p_{2}/p_{1}} — ступінь підвищення тиску в адіабатичному процесі 1—2, {\displaystyle \,\lambda =p_{3}/p_{2}} — ступінь підвищення тиску в ізохоричному процесі 2—3.
ККД циклу також може бути записаний еквівалентним рівнянням:
{\displaystyle \eta =1-{\frac {k}{\pi ^{\frac {k-1}{k}}}}{\frac {(\lambda _{o}/\pi )^{1/k}-1}{\lambda _{o}/\pi -1}}},
де {\displaystyle \,\lambda _{o}=p_{3}/p_{1}} — загальний ступінь підвищення тиску у циклі.
При {\displaystyle \,\pi =1} цикл Гамфрі вироджується у цикл Ленуара, за яким працює клапанний пульсуючий повітряно-реактивний двигун у статичному стані (за відсутності напору зустрічного повітря).
Отже, термічний ККД циклу Гамфрі є прямою функцією ступеня стиску {\displaystyle \pi } та ступеня підвищення тиску {\displaystyle \lambda } при підведенні теплоти по в умовах ізохорного процесу.